# Азамат (имя)
Азамат (араб. عظمت‎) — мужское личное имя. Произошло от арабского слова عظمة — «величие», также употребляется в значении «лихой джигит». Распространено у народов Центральной Азии, Поволжья и Северного Кавказа. Самое распространённое имя у казахов. 

## Известные носители
- Азамат Герай — нурэддин и калга, старший сын крымского хана Селямета I Герая.
- Азамат — один из второстепенных персонажей романа «Герой нашего времени», сын черкесского князя.